# 팔릴룰라

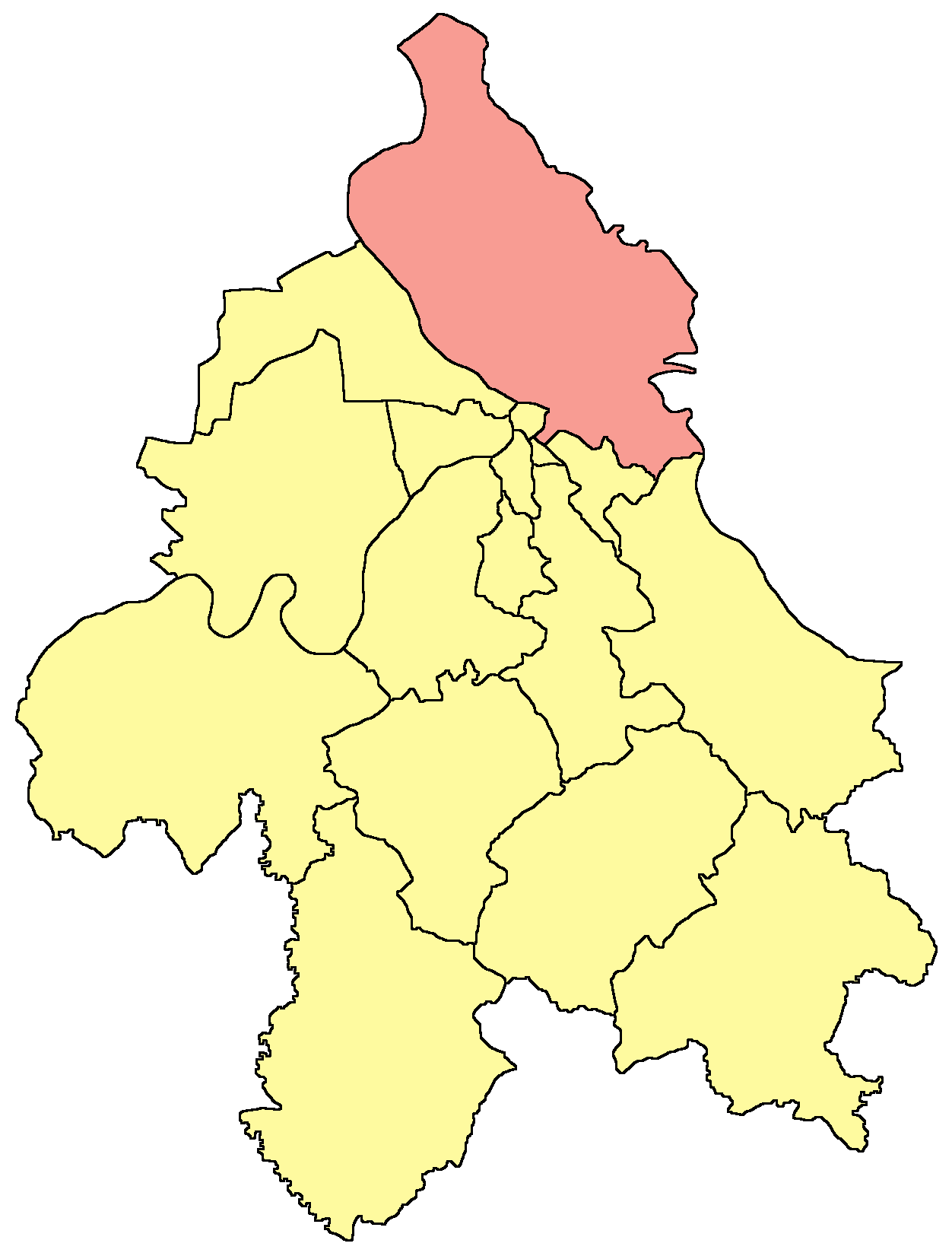
베오그라드 시 지도에 표시된 팔릴룰라의 위치

팔릴룰라(세르비아어: Палилула / Palilula)는 세르비아의 수도인 베오그라드를 구성하는 17개 지방 자치체 가운데 하나로 면적은 447km2, 인구는 170,593명(2011년 기준)이다. 베오그라드 북부에 위치하며 도나우강 좌안, 우안과 접한다.

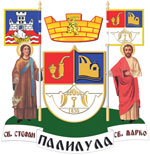
시 문장